# Bluebird Automotive
 (janvier 2021).
 (juillet 2023).
Pour les articles homonymes, voir Bluebird.
Bluebird Automotive est un fabricant britannique de flotteurs de lait et d'autres véhicules électriques. Leur véhicule principal produit actuellement est le QEV70.

## QEV70
La charge utile des véhicules QEV70 varie en fonction du poids de la carrosserie et de la batterie, allant de 1,5 à 2,2 tonnes, avec un poids à vide de 2 180 kg, un poids maximum de 3 820 kg et une vitesse maximale de 45 km/h.

## Projet XDV
Le XDV de 4,6 mètres de long et 1,85 mètre de large est décrit comme un « véhicule de livraison/service polyvalent. »